# Carlos Arana Osorio

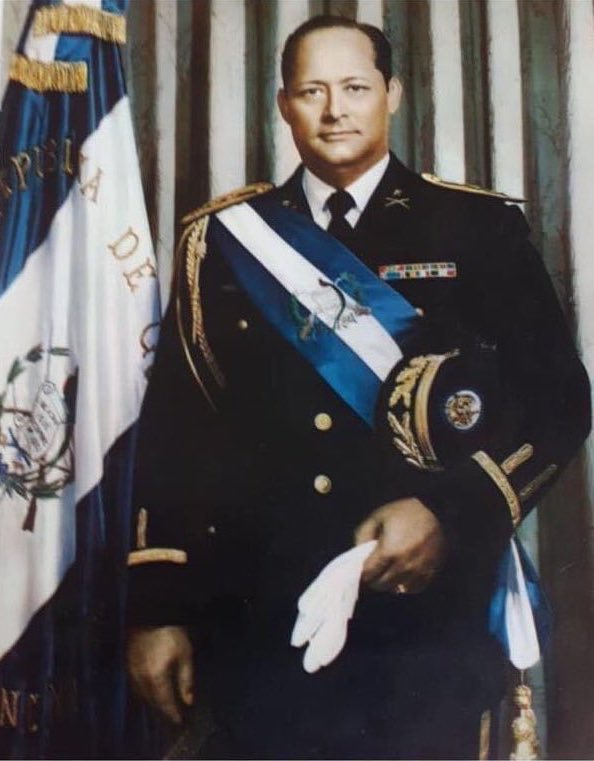
Offizielles Porträt

Carlos Manuel Arana Osorio (* 17. Juli 1918 in Barberena; † 6. Dezember 2003 in Guatemala-Stadt) war ein guatemaltekischer Politiker und General.
Arana kommandierte Ende der 1960er Jahre eine Militärbasis der Armee im Osten von Guatemala, wo er eine Kampagne gegen die dort aktive Guerillabewegung leitete. Er kandidierte 1970 für den ultrakonservativen Movimiento de Liberación Nacional (MLN) als Präsident und bekleidete diesen Posten von 1970 bis 1974. Den direkt nach seinem Amtsantritt verhängten Ausnahmezustand nutzte er sowohl zur Bekämpfung der Guerillabewegung als auch zur Verfolgung von radikalen Studenten, Gewerkschaftern und oppositionellen Politikern.
Nach dem Ende seiner Amtszeit als Präsident war er als guatemaltekischer Botschafter in Nicaragua tätig.